# Rivière de Saint-Louis
Pour les articles homonymes, voir Saint-Louis et Rivière Saint-Louis.
La rivière de Saint-Louis (ancienne rivière Saint-François) est le principal cours d'eau de l'île de Marie-Galante en Guadeloupe.

## Géographie
Longue de 17,3 km, la rivière de Saint-Louis est la principale rivière de l'île. Elle prend sa source à environ 160 mètres d'altitude, au lieu-dit Nesmond à Capesterre-de-Marie-Galante, puis traverse l'île d'est en ouest en son milieu et sépare la commune de Saint-Louis au nord de celle de Grand-Bourg au sud.
Alimentée par les eaux de nombreuses petites ravines et coulées au débit intermittent, voire nul, elle se jette dans la mer des Caraïbes au sud de la ville de Saint-Louis en bordure septentrionale du marais de Folle-Anse.